# Contea di Guthrie
La contea di Guthrie (in inglese Guthrie County) è una contea dello Stato dell'Iowa, negli Stati Uniti. La popolazione al censimento del 2000 era di 11 353 abitanti. Il capoluogo di contea è Guthrie Center.